# Canthigaster
Canthigaster Swainson, 1839 è un genere di pesci ossei d'acqua salata appartenente alla famiglia Tetraodontidae.

## Specie
- Canthigaster amboinensis (Bleeker, 1865)
- Canthigaster bennetti (Bleeker, 1854)
- Canthigaster callisterna (Ogilby, 1889)
- Canthigaster capistrata (Lowe, 1839)
- Canthigaster compressa (Marion de Procé, 1822)
- Canthigaster coronata (Vaillant and Sauvage, 1875)
- Canthigaster cyanetron Randall and Cea Egaña, 1989
- Canthigaster epilampra (Jenkins, 1903)
- Canthigaster figueiredoi Moura and Castro, 2002
- Canthigaster flavoreticulata Matsuura, 1986
- Canthigaster inframacula Allen and Randall, 1977
- Canthigaster investigatoris (Annandale and Jenkins, 1910)
- Canthigaster jactator (Jenkins, 1901)
- Canthigaster jamestyleri Moura and Castro, 2002
- Canthigaster janthinoptera (Bleeker, 1855)
- Canthigaster leoparda Lubbock and Allen, 1979
- Canthigaster margaritata (Rüppell, 1829)
- Canthigaster marquesensis Allen and Randall, 1977
- Canthigaster natalensis (Günther, 1870)
- Canthigaster ocellicincta Allen and Randall, 1977
- Canthigaster papua (Bleeker, 1848)
- Canthigaster punctata Matsuura, 1992
- Canthigaster punctatissima (Günther, 1870)
- Canthigaster pygmaea Allen and Randall, 1977
- Canthigaster rapaensis Allen and Randall, 1977
- Canthigaster rivulata (Temminck and Schlegel, 1850)
- Canthigaster rostrata (Bloch, 1786)
- Canthigaster sanctaehelenae (Günther, 1870)
- Canthigaster smithae Allen and Randall, 1977
- Canthigaster solandri (Richardson, 1845)
- Canthigaster supramacula Moura and Castro, 2002
- Canthigaster tyleri Allen and Randall, 1977
- Canthigaster valentini (Bleeker, 1853)